# 42e division d'infanterie (France)
Pour les articles homonymes, voir 42e  division.
La 42e division d'infanterie est une division d'infanterie de l'armée de terre française qui a participé à la Première Guerre mondiale.

## Les chefs de la42edivisiond’infanterie
- 16 avril 1898 - 7 octobre 1899 : Général d'Hugonneau de Boyat
- 18 octobre 1899 : Général de Mibielle
- 17 novembre 1900 - 13 janvier 1903 : Général Dalstein
- 9 avril 1903 - 25 mars 1906 : Général Michel
- 23 août 1907 : Général Couturier
- 8 avril 1911 : Général Lecomte
- 9 septembre 1913 : Général Verraux
- 30 août 1914 : Général Grossetti
- 7 novembre 1914 : Général Duchêne
- 9 mars 1915 : Général Deville
- 26 août 1918 - 1er mai 1923 : Général de Barescut
- 1927 - juin 1928 : Général Viotte
- juin 1928 - janvier 1933 : Général Castella
- 4 septembre 1931 : Général Guitry
- 8 avril 1934 : Général Chauvin
- 1er août 1936 : Général Touchon
- 25 juin 1939 : Général de La Porte du Theil
- 10 mai 1940 : Général Keller

## De 1898 à 1914

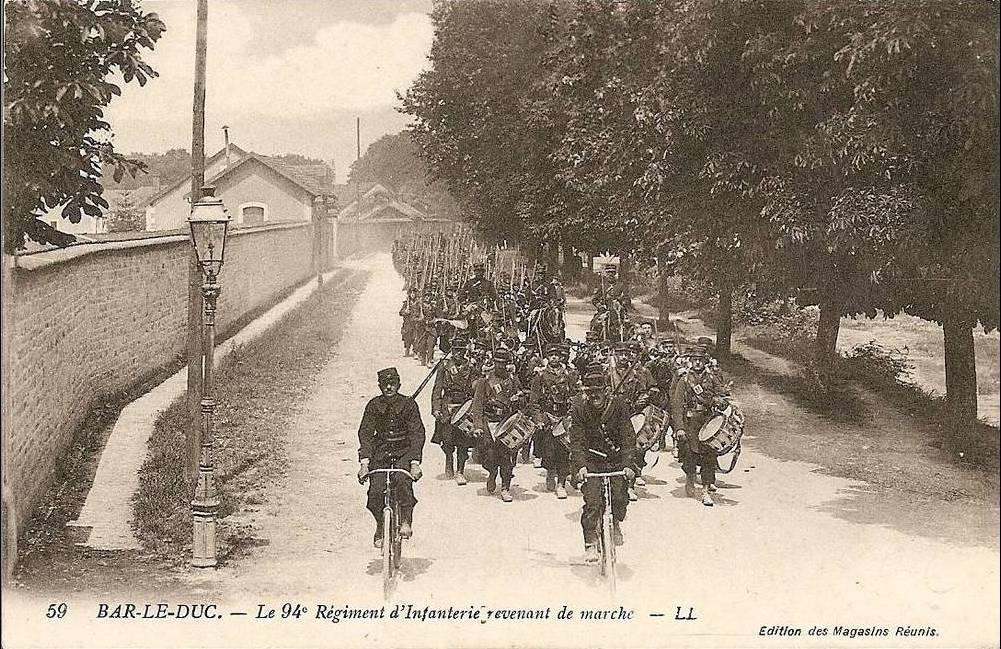
Marche du à Bar-le-Duc, vers 1910.

La division est créée en 1898. Elle est rattachée à la 6e région militaire et a, avant la mobilisation, la composition suivante :
- 83e brigade d'infanterie
  - 94e régiment d’Infanterie
  - 8e bataillon de chasseurs à pied
  - 16e bataillon de chasseurs à pied
  - 19e bataillon de chasseurs à pied
- 84e brigade d'infanterie
  - 151e régiment d’infanterie
  - 162e régiment d’infanterie

## Première Guerre mondiale

### Composition
Infanterie :

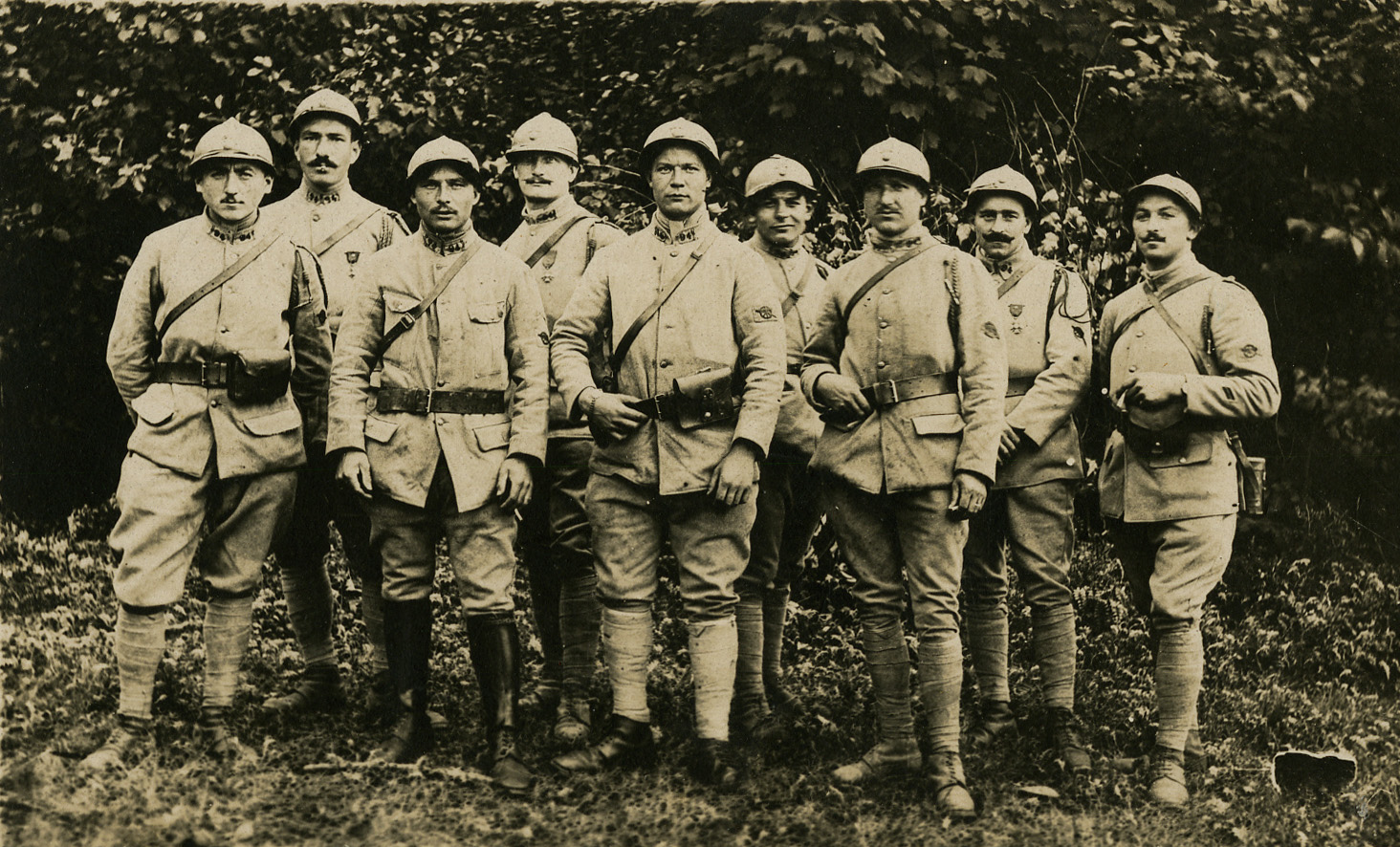
Groupe de soldats du dans la Somme, août 1916.

- 8e bataillon de chasseurs à pied d’août 1914 à la fin de la guerre
- 16e bataillon de chasseurs à pied d’août 1914 à la fin de la guerre
- 19e bataillon de chasseurs à pied d’août 1914 à juin 1915
- 94e régiment d’infanterie d’août 1914 à novembre 1918
- 151e régiment d’infanterie d’août 1914 à décembre 1916
- 162e régiment d’infanterie d’août 1914 à décembre 1916
- 261e régiment d’infanterie de juin à juillet 1915
- 332e régiment d’infanterie de décembre 1916 à la fin de la guerre
- Bataillon de pionniers du 103e régiment d’infanterie territoriale d'août 1918 à la fin de la guerre

Jusqu'en novembre 1916, l'infanterie est divisée en deux brigades : bataillons de chasseurs à pied et 94e RI à la 83e brigade et 151e, 162e et 261e RI à la 84e.
Cavalerie :
- Un escadron du 9e régiment de chasseurs à cheval de novembre 1914 à novembre 1915
- Un escadron du 20e régiment de chasseurs à cheval de décembre 1916 à la fin de la guerre

Artillerie :
- 61e régiment d’artillerie de campagne (trois groupes de canons de 75) d'août 1914 à la fin de la guerre
- 12e groupe du 116e régiment d'artillerie lourde (canons de 155 C) de décembre 1917 à mars 1918
- 6e groupe du 132e régiment d'artillerie lourde (canons de 155 C) de mars 1918 à la fin de la guerre (créé par renommage du précédent)

Autres unités rattachées à la division :
- Brigade de fusiliers marins, du 27 au 29 octobre 1914
- Éléments de tirailleurs sénégalais, du 26 octobre au 3 novembre 1914
- 80e brigade d'infanterie (40e DI), du 7 au 17 juillet 1915
- 13e brigade d'infanterie (7e DI), du 28 septembre au 12 octobre 1915
- Éléments de la 69e DI, du 11 au 19 mai 1916
- Éléments de la 46e DI, du 31 octobre au 5 novembre 1916
- 153e brigade d'infanterie, du 27 juin au 17 juillet 1917 et du 17 au 28 août 1917

### Historique

#### 1914
- 31 juillet - 14 août : Concentration vers Fresnes-en-Woëvre ; couverture vers Sponville et Mouaville et organisation défensive de la région Herbeuville, les Éparges

6 août, combat de Labry.
- 14 - 21 août : Mouvement vers la région de Ville-en-Woëvre, puis vers celle de Buzy.
- 21 - 25 août : Offensive par Gondrecourt, jusqu’au-delà de la Crusnes. Engagée dans la bataille des Ardennes

22 août, combats vers Pierrepont et Bazeilles
24 août, combat vers Nouillonpont.
- 25 - 29 août : Repli, par Azannes et Béthelainville, sur la région de Cheppy.
- 29 août - 6 septembre : Transport par V.F. de la région de Verdun, dans celle de la Neuvillette ; puis mouvement vers Sault-Saint-Remy et l'Écaille.

À partir du 1er septembre, repli, par Bétheny et Ay, jusque vers Villeneuve-lès-Charleville.
- 6 - 14 septembre : Engagée dans la 1re bataille de la Marne :

6 au 10, Bataille des Marais de Saint-Gond : combats vers Villeneuve-lès-Charleville, Soizy-aux-Bois, Talus-Saint-Prix et Corfélix, puis, le 9 septembre, mouvement de rocade vers Connantre et combats dans cette région.
À partir du 10, poursuite, par Germinon et Juvigny-sur-Marne, jusque dans la région d’Auberive-sur-Suippe.
- 14 - 22 septembre : Combats devant Auberive-sur-Suippe, puis, à partir du 17 septembre, vers Prosnes et la ferme des Marquises.
- 22 septembre - 17 octobre : Mouvement de rocade.

À partir du 24 septembre, combats vers le fort de la Pompelle et la ferme d’Alger ; puis, stabilisation et occupation d’un secteur vers Sillery et le nord de Saint-Léonard, déplacé à gauche, le 7 octobre, vers le fort de la Pompelle et les abords est de Reims.
- 17 - 21 octobre : Retrait du front et transport par V.F., de la région d’Épernay, vers celle de Dunkerque.
- 21 octobre - 9 décembre : Mouvement, par Furnes, vers la région de Nieuport.

À partir du 23 octobre, engagée dans la Bataille de l’Yser, puis, à partir du 30 octobre, dans la Bataille d’Ypres : combats vers Lombartzyde, Nieuport, Ramscapelle, Perwyse et Dixmude.
3 novembre, mouvement de rocade ; combats vers Woumen et Clercken.
6 novembre, nouveau mouvement de rocade ; combats vers Bikschote et Kortekeer Cabaret.
À partir du 15 novembre, occupation d’un secteur vers Kortekeer Cabaret et la maison du Passeur.
- 9 - 30 décembre : Occupation d’un nouveau secteur vers le château d’Herenthage et Verbranden-Molen : violents combats vers la cote 60.

14 décembre, attaques françaises sur la cote 60 et sur la ferme Groenenbourg.
25 décembre, secteur déplacé, à droite, vers Zwarteleen et le canal d’Ypres à la Lys.
- 30 décembre 1914 - 11 janvier 1915 : Retrait du front et transport par V.F., de la région de Cassel, dans celle d’Amiens ; repos vers Guyencourt.

#### 1915
- 11 - 17 janvier : Transport par V.F. vers la Neuville-aux-Bois, puis, à partir du 15 janvier, transport par V.F. et par camions vers le front.
- 17 janvier - 19 juillet : Occupation d’un secteur vers le Four de Paris et Bagatelle (guerre des mines) :

Violentes actions locales répétées.
30 juin, très violente attaque allemande sur Bagatelle et contre-attaques françaises.
5 juillet, front réduit, à gauche, jusque vers la Fontaine aux Charmes.
13, 14 juillet, violentes attaques allemandes et contre-attaques françaises au nord de la Harazée.
- 19 - 30 juillet : Retrait du front et repos vers Givry-en-Argonne.
- 30 juillet - 31 août : Transport par V.F. dans la région de Tours-sur-Marne : travaux.
- 31 août - 25 septembre : Mouvement vers le front et à partir du 3 septembre, occupation d’un secteur vers Auberive-sur-Suippe et le nord-est de Saint-Hilaire-le-Grand.
- 25 septembre-6 octobre engagé dans la seconde bataille de Champagne :

Enlèvement d’un saillant de la 1re position ennemie.
29 septembre au 4 octobre, front étendu, à gauche, jusqu’à l’ouest d’Auberive-sur-Suippe.
6 octobre, attaque de la 2e position allemande, puis occupation et organisation du terrain conquis.
15 octobre, attaque allemande.
- 30 décembre 1915 - 3 mars 1916 : Retrait du front : repos vers Châlons-sur-Marne.

25 janvier - 14 février : Travaux défensifs vers Mourmelon-le-Grand.

#### 1916
- 3 - 10 mars 1916 : Mouvement par étapes vers la région de Givry-en-Argonne, puis vers celle de Verdun.
- 10 - 31 mars 1916 : Engagée dans la Bataille de Verdun vers le bois d’Haudromont et le village de Douaumont.
- 31 mars - 6 avril : Retrait du front et repos vers Bar-le-Duc.
- 6 - 12 avril : Mouvement vers le front ; engagée, à nouveau, à partir du 8, dans la Bataille de Verdun, entre la Hayette et la Meuse : les 9, 10 et 11 avril, violentes attaques allemandes.
- 12 avril - 4 mai : Retrait du front et repos vers Bar-le-Duc.
- 4 - 19 mai : Transport par camions à Verdun. À partir du 11, engagée, pour la troisième fois dans la Bataille de Verdun, entre la Hayette et la Meuse (éléments dès le 6) ; 12 mai attaque allemande ; combats des 20, 23 et 24 mai.
- 19 mai - 7 juin : Retrait du front (éléments laissés en secteur jusqu’au 24) ; repos vers Bar-le-Duc.

À partir du 30 mai, transport par V.F. au sud de Toul.
- 7 juin - 24 août : Mouvement vers le front et à partir du 11 juin, occupation d’un secteur entre la Vezouze et la lisière sud de la forêt de Parroy, étendu à gauche, le 23 juillet, jusqu’à Sânon.
- 24 août - 19 septembre : Retrait du front ; mouvement vers la région de Lunéville.

À partir du 4 septembre, instruction au camp de Saffais.
À partir du 10 septembre, transport par V.F. dans la région de Beauvais ; repos.
- 19 - 30 septembre : Transport par camions vers Bray-sur-Somme. Engagée, à partir du 20 septembre, dans la Bataille de la Somme, vers Rancourt et la ferme le Priez :

20, 22 et 23 septembre, attaques allemandes.
25 septembre, prise de Rancourt.
26 et 27 septembre, attaques françaises.
- 30 septembre - 14 octobre : Retrait du front, transport par camions dans la région de Sailly-Laurette ; repos.
- 14 octobre - 7 novembre : Mouvement vers le front. À partir du 27 octobre, engagée, à nouveau, dans la bataille de la Somme, vers le bois de Saint-Pierre Vaast et le sud de Sailly-Saillisel :

29 octobre, attaque française.
1er novembre, enlèvement de la tranchée de Reuss.
Combats du 5 novembre.
- 7 novembre - 19 décembre : Retrait du front : repos vers Gournay-en-Bray.

À partir du 13 novembre, transport par V.F. dans la région d’Épernay ; repos.
À partir du 1er décembre, transport au camp de Ville-en-Tardenois : instruction.

#### 1917
- 6 - 23 janvier : Mouvement vers le front et occupation d’un secteur entre Auberive-sur-Suippe et l’est de l’Épine de Védegrange.
- 23 janvier - 14 avril : Retrait du front et mouvement vers Condé-sur-Marne.

Repos et instruction vers Ville-en-Tardenois, puis successivement, à partir du 22 février, dans la région de Vertus, à partir du 23 mars, à Avize, à partir du 26 mars, à Pourcy enfin, à partir du 10 avril, à la Neuville et à Chalons-le-Vergeur.
- 14 avril - 18 mai : Occupation d’un secteur vers Berry-au-Bac.

15 avril : Bataille du Chemin des Dames, progression au nord de l’Aisne ; le 18 avril, lutte violente ; défense et organisation des positions conquises.
- 18 mai - 27 juin : Retrait du front, mouvement vers Château-Thierry, puis, à partir du 28 mai, vers Provins : repos et instruction.

À partir du 7 juin, mouvement vers Mailly-le-Camp ; instruction.
- 27 juin - 18 juillet : Transport par camions dans la région de Verdun et occupation d’un secteur vers Damloup et Louvemont.
- 18 juillet - 5 août : Retrait du front et repos vers Laheycourt et Revigny.
- 5 - 28 août : Mouvement vers le front et occupation d’un secteur vers le bois des Caurières et la ferme des Chambrettes, étendu à droite, le 17 août, jusque vers Damloup.

20 et 26 août, engagée dans la 2e bataille offensive de Verdun : progression vers le bois de la Wavrille.
- 28 août - 17 septembre : Retrait du front et repos vers Laheycourt et Revigny ; puis transport par camions vers les Éparges.
- 17 septembre - 5 octobre : Occupation d’un secteur vers les Éparges et Haudiomont.
- 5 octobre - 1er novembre : Retrait du front, mouvement vers la région de Toul ; repos et instruction vers Blénod-lès-Toul.
- 1er novembre 1917 - 9 avril 1918 : Mouvement vers le front ; occupation d’un secteur vers le bois le Prêtre et Limey : 12 février 1918, action locale sur Remenauville.

#### 1918
- 9 - 22 avril : Retrait du front : repos et instruction vers Gondreville.
- 22 avril - 1er mai : Transport par V.F. en Picardie : repos et instruction vers Senantes.
- 1er mai - 8 août : Transport par camions vers Prouzel, et, à partir du 3 mai, occupation d’un secteur vers Hangard et le bois de Hangard, déplacé, à droite, le 30 mai, vers Hangard et Hailles : 2 août, front réduit, à gauche, jusqu’à la route d’Amiens à Roye.
- 8 - 13 août : Engagée dans la 3e bataille de Picardie : offensive en direction de Roye ; combats du bois de Moreuil et de Mézières ; prise de Villers-aux-Érables et de Fresnoy-en-Chaussée.
- 13 - 25 août : Retrait du front et repos vers Ailly-sur-Noye.

À partir du 15 août, transport par camions dans la région de Songeons ; repos et instruction.
- 25 août-16 octobre : Transport par V.F. vers Nancy, et, à partir du 30 août, occupation d’un secteur vers Brin et Han.
- 16 - 26 octobre : Retrait du front et mouvement vers Nancy et Saint-Nicolas-du-Port ; repos ; puis transport par camions vers Somme-Suippe ; repos.
- 26 octobre - 6 novembre : Occupation d’un secteur entre Falaise et les abords sud de Vouziers.

Engagée, à partir du 1er novembre, dans la Bataille du Chesne et de Buzancy : combats vers Vouziers, Chestres, Quatre-Champs et Noirval.
- 6 - 11 novembre : Retrait du front et mouvement par étapes vers la région de Mairy-sur-Marne. La division se trouve vers Courtisols au moment de l’armistice.

### Rattachements
Affectation organique :
- Mobilisation : 6e corps d’armée
- Septembre 1914 : Corps combiné Humbert
- Octobre 1914 : 32e corps d’armée

- 1re armée

30 mars – 6 juin 1916
28 mai – 10 juin 1917
5 janvier – 25 mars 1918
1er mai – 25 août 1918
- 2e armée

31 décembre 1914 – 11 janvier 1915
6 – 29 mars 1916
27 juin – 2 octobre 1917
- 3e armée

2 – 28 août 1914
12 janvier – 30 juillet 1915
- 4e armée

31 juillet 1915 – 5 mars 1916
20 décembre 1916 – 25 janvier 1917
11 – 26 juin 1917
26 octobre – 11 novembre 1918
- 5e armée

7 – 17 octobre 1914
13 novembre – 19 décembre 1916
26 janvier – 20 avril 1917
22 – 30 avril 1918
- 6e armée

11 septembre – 12 novembre 1916
- 8e armée

16 novembre – 30 décembre 1914
3 octobre 1917 – 4 janvier 1918
26 mars – 21 avril 1918
26 août – 25 octobre 1918
- 9e armée

5 septembre – 6 octobre 1914
- 10e armée

18 – 21 octobre 1914
21 avril – 27 mai 1917
- D.A.B.

22 octobre – 15 novembre 1914
- D.A. Foch

29 août – 4 septembre 1914
- D.A.L.

7 juin – 10 septembre 1916

## L’entre-deux-guerres
La loi du 13 juillet 1927, sur l’organisation générale de l’armée, et la loi des cadres et effectifs du 28 mars 1928, fixent le nombre des divisions d’infanterie métropolitaines à vingt. Ces dernières sont considérées comme des forces de territoire affectées à la défense du sol métropolitain. Ces grandes unités d’infanterie sont de trois types, dix divisions d’infanterie de type « nord-est », sept divisions d’infanterie motorisées et trois divisions d’infanterie alpine.
La 42e division d'infanterie, stationnée à Metz, est de type « nord-est ». Sa composition est la suivante :
- 80e régiment d'infanterie : Metz
- 94e régiment d'infanterie : Bar-le-Duc
- 151e régiment d'infanterie : Commercy
- 61e régiment d'artillerie divisionnaire : Metz

## Seconde Guerre mondiale

### Composition
- 80e régiment d'infanterie
- 94e régiment d'infanterie
- 151e régiment d'infanterie
- 61e régiment d'artillerie divisionnaire
- 261e régiment d'artillerie lourde divisionnaire
- 37e groupe de reconnaissance de division d'infanterie
- et tous les services (Sapeurs mineurs, télégraphique, compagnie auto de transport, groupe sanitaire divisionnaire, groupe d'exploitation etc.)

### Historique

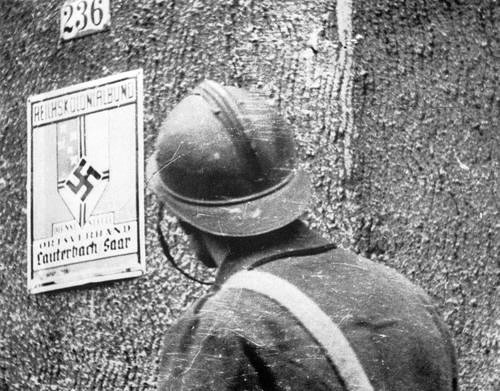
Soldat du d'infanterie de la d'infanterie dans le village allemand de Lauterbach le 9 septembre 1939 lors de l'offensive de la Sarre.

Sous le commandement du général de La Porte du Theil, la division est d'abord rattachée à la 3e armée. Elle quitte Metz dès le 22 août 1939 pour rejoindre la zone des deux Nieds, au nord de Rémilly.
À partir du 4 septembre 1939, la division, subordonnée au 6e corps d'armée, participe à l'offensive de la Sarre, attaquant entre Felsberg et Differten. Le 25, la division, stationnée entre Villing et Creutzwald, se prépare à attaquer Berus quand le général de La Porte du Theil apprend l'abandon de l'offensive. Elle passe alors en défense dans la zone de Schreckling à Diesen. Elle est relevée du 2 au 4 octobre par la 5e division d'infanterie nord-africaine et part au repos dans la région de Rémilly,. À partir du 11 novembre, elle part tenir le sous-secteur d'Hombourg-Budange du secteur fortifié de Boulay et passe le 21 novembre sous les ordres du corps d'armée colonial ,. Elle est relevée le 25 décembre,, part au repos dans la région de Pont-à-Mousson puis revient tenir le secteur de Tromborn le 1er avril 1940. Le 25 avril, renforcée par le 11e régiment étranger d'infanterie, elle réoccupe les positions françaises devant Burtoncourt et Tromborn.
Le 10 mai, le général Keller reçoit le commandement de la 42e DI, qui est alors en position entre Bibiche et Téterchen, avec poste de commandement à Hayes. Les Allemands lancent ce même jour la bataille de France. À partir du 13 mai, les postes avancés de la division subissent des attaques des 93e et 95e divisions d'infanterie allemandes et la 42e DI replie ses avant-postes le 15 mai.
Le 16 mai, la division est retirée de Lorraine et embarque dans la nuit pour rejoindre la ligne Weygand dans l'Aisne. Elle est mise aux ordres de la 6e armée.
Débordée par les Allemands, la division se replie vers le Sud-Est. Encerclés, les derniers éléments de la division sont capturés le 26 juin dans la région des Riceys et de la Laigne.